# Primarias del Partido Republicano de 2008 en Míchigan
Las Primarias del Partido Republicano de 2008 en Míchigan fueron el 15 de enero de 2008. Mitt Romney terminó en primer lugar con 39%% del voto, seguido por John McCain con 20% y Mike Huckabee en tercer lugar con 16%. La victoria fue muy vista y crítica para la campaña presidencial de Romney, como una derrota en Míchigan, donde su padre fue gobernador, diO como resultado la pérdida de toda su fuerza después de dos derrotas en Nueva Hampshire y Iowa.
Delegados nacionales determinados: 30 de 60
Según las reglas del comité Nacional Republicano, Míchigan fue penalizada en la mitad de sus delegados por hacer las primarias antes del 5 de febrero de 2008.

## Resultados
Al 16 de febrero, 100% de los votos contados:

| Candidato     | Votos   | Porcentaje | Delegados |
| ------------- | ------- | ---------- | --------- |
| Mitt Romney   | 337,847 | 38.96%     | 24        |
| John McCain   | 257,521 | 29.7%      | 5         |
| Mike Huckabee | 139,699 | 16.11%     | 1         |
| Ron Paul      | 54,434  | 6.28%      | 0         |
| Fred Thompson | 32,135  | 3.7%       | 0         |
| Rudy Giuliani | 24,706  | 2.85%      | 0         |
| Indecisos     | 17,971  | 2.07%      | 0         |
| Duncan Hunter | 2,823   | 0.33%      | 0         |
| Total         | 867,136 | 100%       | 30        |